# 레안드로 트로사르
레안드로 트로사르(네덜란드어: Leandro Trossard, 1994년 12월 4일 ~)는 벨기에의 축구 선수로, 현재 아스널에서 뛰고있다. 포지션은 윙어이다.
트로사드는 1994년 12월 4일 페터 트로사드와 린다 쉽퍼스의 아들로 마스메헬런, 림뷔르흐주에서 태어났다. 그에게는 한 명의 여동생이 있다. 트로사드는 2014년 로렌 힐벤과 사귀기 시작했고 2019년에 결혼했다. 이 부부는 2017년과 2023년에 태어난 두 아들을 두고 있다.

## 아스날
2023년 1월 20일, 아스널 FC은 트로사드와 장기 계약을 체결했다고 발표했다. 이 계약의 대금은 보장된 2천만 파운드와 대략 추가 700만 파운드로 이루어졌다. 그는 클럽으로부터 19번 티셔츠를 받았으며, 그리고 1월 22일 맨체스터 유나이티드 FC에 대한 경기에서 교체 선수로 데뷔했다. 그는 1월 27일 맨체스터 시티를 상대로 FA Cup 네 번째 라운드에서 첫 선발 경기를 했다.
2023년 2월 11일, 그는 브렌트퍼드 FC와의 1-1 무승부 경기에서 클럽 첫 골을 넣었다. 그는 2023년 2월 18일 애스턴 빌라 FC와의 경기에서 아스날을 위해 첫 프리미어 리그 선발 출장을 했다. 그는 3월 12일 풀럼 FC에서의 승리에서 아스날의 모든 골을 어시스트했다, 따라서 그는 원정 경기에서 전반에 어시스트 헤트트릭을 달성한 프리미어 리그 역사상 첫 선수이며, 산티 카소를라 이후로 같은 시즌에 헤트트릭을 넣고 어시스트 헤트트릭을 기록한 첫 선수가 되었다. 그는 아스날에서의 첫 반 시즌을 1골과 10 어시스트로 마쳤다.

## 국제 경기력
트로사드는 여러 차례에 걸쳐 벨기에 국가대표팀에 소집되었다. 로베르토 마르티네스는 그를 2018년 9월 처음으로 벨기에 대표팀에 이름을 올렸다, 그리고 한 달 후에 다시 트로사드가 부상으로 물러나야 했을 때 다시 한 번 소집했다. 트로사드는 2019년 3월에도 다시 한 번 벤치에 앉아 있었다. 그는 2020년 9월 5일 네이션스 리그 경기에서 덴마크를 상대로 80분에 드리스 메르턴스을 대체해 데뷔했다. 그 경기는 2-0으로 원정 승리로 끝났다. 첫 국제 A매치 선발 출장에서 트로사드는 벨기에를 위해 첫 골을 넣었고, 2022 월드컵 예선에서 벨라루스를 8-0으로 압승한 경기에서 두 번째 골도 넣었다.
Trossard는 2021년 5월 17일, 이전 해의 연기로 인해 2021년 여름에 열리는 UEFA 유로 2020을 위한 벨기에의 26명의 선수 명단에 이름을 올렸다. 이는 코로나19 범유행으로 인한 결과였다. 그는 벨기에가 이미 결승 토너먼트에 진출한 상태에서 6월 21일 핀란드를 상대로 마지막 그룹 경기에서 대회 첫 출전을 했다. Trossard는 이 경기를 시작하고, 크레스토프스키 스타디움에서 열린 2-0 승리의 75분에 토마 뫼니에에게 교체되었다. 이 승리로 벨기에는 B 그룹에서 1위를 확정했다. 이게 그의 유일한 경기였는데, 벨기에는 7월 2일 安联竞技场에서 열린 경기에서 이탈리아에 2–1로 패하며 쿼터 파이널에서 탈락했다.
2021년 10월, Trossard는 이탈리아에서 열린 2021년 UEFA 네이션스리그 결선 토너먼트에 참가한 벨기에의 스쿼드의 일원이었다. 그는 준결승에서 프랑스에게 패하고 3위 결정전에서 다시 이탈리아에게 패해 4위를 차지한 벨기에의 두 경기에서 대체출전을 했다.
2022년 3월 29일, 벨기에가 홈에서 치른 국제 친선 경기에서 부르키나파소를 상대로 Trossard는 그의 나라를 위한 세 번째 골을 넣었으며, 그는 또한 한스 파나컨과 크리스티앙 벤테케의 골을 어시스트하여 벨기에가 3–0으로 승리했다. 6월 8일에는, 그는 UEFA Nations League에서 홈에서 폴란드를 6–1로 대파한 경기에서 두 번째 국제 브레이스를 달성했다.
2022년 11월 10일, Trossard는 2022년 FIFA 월드컵을 위한 벨기에의 26명의 선수 명단에 이름을 올렸다.